# 第五マルカビル
第五マルカビル（だいごマルカビル）は新潟県新潟市中央区東大通1丁目1番1号にある三幸製菓グループが所有する商業ビルである。

## 概要
1974年（昭和49年）に建築され、三越グループが保有し「ブラザービル」の愛称で長年親しまれた。
2011年（平成23年）に三幸製菓が土地と建物を取得。
老朽化に伴う建て替えのため、2024年1月末までに全テナントが閉店となった。その後、建て替えではなく耐震補強およびリニューアルの計画へと変更となり、所有は三幸製菓グループのままで、ビル全体をリオ・コンサルティングに貸出す形となった。なお、周辺区画（北陸ビル、北越第一ビルディングなど）も含めた一体的な再開発を行う案や、地上20階建程度のビルを再開発によって建設する案もあったが、実現には至らなかった。2025年秋にオフィスやオープンスペースが入居するビルに生まれ変わる。
1975年（昭和50年）より屋上に朝日酒造「朝日山」のネオン看板が掲げられていたが、2007年に改正された市の屋外広告物条例の高さ制限により建て替え後は設置できないため、2022年（令和4年）3月末をもって消灯。その後撤去された。

## 年表
- 1974年(昭和49年)：竣工。当時の愛称は「ブラザービル」。

- 1975年(昭和50年)：朝日酒造「朝日山」のネオン看板を設置

- 2011年(平成23年)：三幸製菓が土地と建物を取得し、運営権を三越グループ(現：三越伊勢丹HD)から引き継ぐ。

- 2022年(令和4年)：朝日酒造「朝日山」のネオン看板を撤去。

- 2025年(令和7年)秋：リニューアル予定。

## アクセス
- JR新潟駅徒歩1分
- バス停「新潟駅」徒歩1分